# District du Godavari occidental
Le district du Godavari occidental  (télougou : పశ్చిమ గోదావరి జిల్లా) est un district de l'état du Andhra Pradesh, en Inde.

## Géographie
Au recensement de 2011, sa population compte 3 934 782 habitants.
Son chef-lieu est la ville de Bhimavaram. 